# Plumareola lineola
Plumareola lineola là một loài bướm đêm thuộc phân họ Arctiinae, họ Erebidae.